# Горний Щит
Го́рний Щит (рос. Горный Щит) — село у складі Єкатеринбурзького міського округу Свердловської області.
Населення — 6299 осіб (2010, 4726 у 2002).
Національний склад станом на 2002 рік: росіяни — 84 %.